# Збройні сили Нідерландів
Збройні сили Нідерландів складаються з чотирьох родів військ:
- Королівські сухопутні війська (нід. Koninklijke Landmacht, KL[7]).
- Королівські повітряні сили (нід. Koninklijke Marine, KM[8]).
- Королівські військово-морські сили (нід. Koninklijke Luchtmacht, KLu[9]).
- Королівська військова поліція (нід. Koninklijke Marechaussee, KMar[10]).

Крім того, існують невеликі підрозділи що сформовані з місцевих жителів, розташовані на островах Аруба та Кюрасао, які входять до складу Королівства Нідерландів. Вони підпорядковуються військово-морському флоту та морській піхоті Нідерландів.
Військові звання збройних сил Нідерландів мають схожість з британськими та американськими військовими званнями. Найбільш високопоставленим офіцером у збройних силах Нідерландів є начальник Генерального Штабу, який як правило (але не обов'язково) має звання генерала (OF-9 за кодуванням НАТО).

## Королівські Сухопутні війська
Королівську армію Нідерландів було створено 9 січня 1814 року, однак її історія походить до 1572 року, коли було засновано так звану Staatse Leger(англ.). Таким чином, Нідерланди мають одну з найстаріших постійних армій у світі.
Вона брала участь у Наполеонівських війнах, Другій світовій війні, Війні за незалежність Індонезії, Корейській війні. Під час холодної війни, підрозділи Королівської армії Нідерландів несли службу у складі НАТО на кордоні Німеччини, у період з 1950 по 1990 роки.
Починаючи з 1990 року, підрозділи армії брали участь у Війні в Іраку (з 2003 року) та у Війні в Афганістані (з 2001 року)
а також у складі миротворчого контингенту ООН, зокрема UNIFIL в Лівані та UNPROFOR у Боснії й Герцеговині в 1992—1995 роках.

## Королівські Військово-морські сили
Під час 17-го сторіччя голландський флот був найпотужнішим військово-морським флотом у світі, і відігравав активну роль у війнах Республіки Об'єднаних провінцій, а пізніше Батавської республіки та Королівства Нідерландів.

## Королівська Військова поліція
Королівська жандармерія є одним з чотирьох видів збройних сил Нідерландів. Це підрозділ що поєднує функції військової та цивільної поліції.